# Stig Björkman (läkare)
Stig Björkman, född 28 november 1901 i Örebro, död 27 augusti 1982 i Oscars församling i Stockholm, var en svensk läkare.
Stig Björkman var son till folkskoleinspektören Gottfrid Björkman. Han avlade studentexamen i Skara 1921, och blev därefter 1924 medicine kandidat, medicine licentiat 1929 och medicine doktor och docent i medicin vid Karolinska Institutet 1936. Efter amanuens- och underläkarförordnanden, främst vid Serafimerlasarettets medicinska klinik och vid Sankt Görans sjukhus avdelning för medicinsk tuberkulos blev Björkman extra överläkare vid Sabbatsbergs sjukhus medicinska avdelning 1936. Han var ordförande i Sveriges yngre läkares förening 1933–1937. Bland Björkmans tryckta skrifter märks främst arbeten om bronchospirometri, men metod att mäta vardera lungas volym och funktion separat. Stig Björkman är gravsatt i minneslunden på Norra begravningsplatsen utanför Stockholm.